# 12117 Meagmessina
A 12117 Meagmessina (ideiglenes jelöléssel 1999 JT60) a Naprendszer kisbolygóövében található aszteroida. A LINEAR projekt keretében fedezték fel 1999. május 10-én.